# Miracle taïwanais

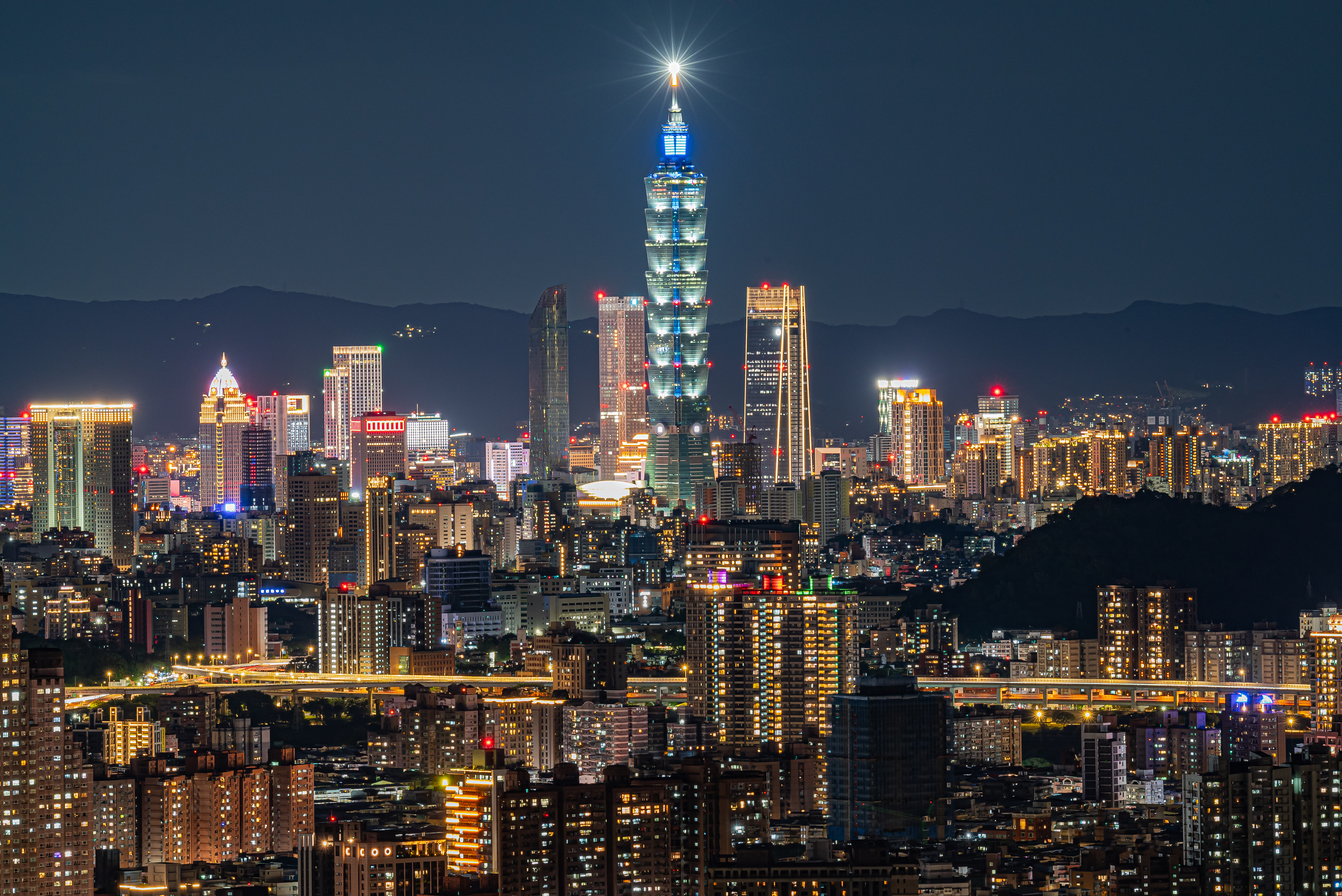
Skyline de Taipei - la ville capitale de Taïwan.

L'industrialisation rapide de Taïwan et la rapidité de sa croissance durant la seconde moitié du XXe siècle a été appelée le « miracle taïwanais » (台灣奇蹟 ou 臺灣奇蹟, hanyu pinyin : táiwān qíjì) ou le « miracle économique de Taïwan ». Comme elle s'est développée en même temps que Singapour, la Corée du Sud et Hong Kong, la République de Chine à Taïwan fut appelée l'un des « quatre dragons asiatiques ». Dès le début des années 1990, Taïwan est considéré comme un pays développé. Aujourd'hui, c'est un pays du Nord dont le niveau de développement économique, social et humain est égal à celui du Japon et de l'Union Européenne. Selon les chiffres du FMI pour l'année 2010, son PIB-PPA par habitant a dépassé ceux de la Finlande et de la France.